# Myrmica deplanata
Myrmica deplanata är en myrart som beskrevs av Carlo Emery 1921. Myrmica deplanata ingår i släktet rödmyror, och familjen myror. Inga underarter finns listade i Catalogue of Life.